# 12059 du Châtelet
12059 du Châtelet (tên chỉ định: 1998 ED14) là một tiểu hành tinh vành đai chính. Nó được phát hiện bởi Eric Walter Elst ở Đài thiên văn La Silla ở Chile ngày 1 tháng 3 năm 1998. Nó được đặt theo tên Émilie du Châtelet, an 18th-century French nhà toán học, physicist, và author.